# Planta hidroeléctrica Río Las Vacas
La Planta Hidroeléctrica Río Las Vacas (HRLV) es una empresa energética ubicada cerca de la aldea San Antonio Las Flores en el municipio de Chinautla, Guatemala. Cuenta con una presa de gravedad con una altura de 17 m y una longitud de 136 m, que utiliza el agua del río Las Vacas.
La planta hidroeléctrica fue diseñado como una planta de demanda máxima, es decir, el agua contenido en el embalse de 258,969 m³ es utilizado para generar electricidad únicamente durante las horas de demanda máxima. Tiene 5 turbinas Pelton con una capacidad instalada de 45 MW que generan un promedio de 120 GWh de electricidad por año.
El río Las Vacas es uno de los mayores desagües de aguas negras de la Ciudad Guatemala, es altamente contaminado, y lleva un flujo constante de desechos. La planta incluye instalaciones para el reciclaje de desechos plásticos recogidos del embalse.
El proyecto fue realizado por una conglomeración de cuatro empresas privadas que formaron la empresa Hidroeléctrica Río Las Vacas, S.A.: Cementos Progreso, Fabrigas, Comegsa, y Iberdrola.